# Erysimum oleifolium
Erysimum oleifolium là một loài thực vật có hoa trong họ Cải. Loài này được J.Gay mô tả khoa học đầu tiên năm 1842.